# Truncorotaloides
Truncorotaloides es un género de foraminífero planctónico de la familia Truncorotaloididae, de la superfamilia Globorotalioidea, del suborden Globigerinina y del orden Globigerinida. Su especie tipo es Truncorotaloides rohri. Su rango cronoestratigráfico abarca desde el Ypresiense superior (Eoceno inferior) hasta el Bartoniense inferior (Eoceno medio).

## Descripción
Truncorotaloides incluía especies con conchas trocoespiraladas, de forma planoconvexa a umbilico-convexa, y trocospira baja con el lado espiral plano o ligeramente cóncavo; sus cámaras eran subcónicas a cónicas; sus suturas intercamerales eran incididas; su contorno ecuatorial era lobulado, y de subredondeado a subcuadrado; su periferia era subaguda a aguda, ocasionalmente con muricocarena poco desarrollada (pseudocarena); su ombligo era amplio y profundo; su abertura principal era interiomarginal, umbilical-extraumbilical, con forma de arco bajo asimétrico, y bordeada por un labio; presentaban pequeñas aberturas suturales secundarias en el lado espira; presentaban pared calcítica hialina, macroperforada con poros en copa, y superficie muricada, especialmente alrededor del ombligo.

## Discusión
Clasificaciones posteriores han incluido Truncorotaloides en la familia Truncorotaloidinoidea. Algunos autores consideran Truncorotaloides un sinónimo subjetivo posterior de Acarinina.

## Paleoecología
Truncorotaloides incluía especies con un modo de vida planctónico, de distribución latitudinal preferentemente tropical-subtropical, y habitantes pelágicos de aguas profundas (medio mesopelágico inferior a batipelágico superior).

## Clasificación
Truncorotaloides incluye a las siguientes especies:
- Truncorotaloides collactea †
- Truncorotaloides haynesi †
- Truncorotaloides libyaensis †
- Truncorotaloides rohri †
- Truncorotaloides topilensis †

Otras especies consideradas en Truncorotaloides son:
- Truncorotaloides boreopentacamerata †
- Truncorotaloides danvillensis †
- Truncorotaloides guaracaraensis †
- Truncorotaloides mayoensis †
- Truncorotaloides piparoensis †
- Truncorotaloides primitivus †
- Truncorotaloides pseudodubius †
- Truncorotaloides praetopilensis †

En Truncorotaloides se ha considerado los siguientes subgéneros:
- Truncorotaloides (Acarinina), aceptado como género Acarinina
- Truncorotaloides (Morozovella), aceptado como género Morozovella